# Пухингер, Эрвин
Эрвин Пухингер (нем. Erwin Puchinger; 31 июля 1876 — 24 июня 1944) — австрийский художник.
Наиболее известен как автор разного рода прикладных произведений, зачастую пропагандистского характера. Так, Пухингеру принадлежал дизайн «Медали 13 марта 1938 года» — награды, учреждённой Гитлером для лиц, участвовавших в подготовке и осуществлении аншлюса. Во время Первой и Второй мировых войн работал над дизайном открыток и плакатов военной тематики, в ходе Второй мировой войны создал дизайн почтовых марок для так называемого Генерал-губернаторства (оккупированной Польши). В 1943 г. был удостоен Премии имени Файта Штосса, учреждённой губернатором Гансом Франком за вклад в освоение германской культурой восточных земель.